# Trabalho de merda
Um trabalho de merda (do inglês: bullshit job) é um trabalho assalariado sem sentido ou desnecessário, que o trabalhador é obrigado a fingir ter um propósito. O conceito foi cunhado pelo antropólogo David Graeber num ensaio de 2013 na Strike Magazine, On the Phenomenon of Bullshit Jobs, e desenvolvido no seu livro Bullshit Jobs de 2018.
Graeber também formulou o conceito de merdificação (do inglês: bullshitization), onde um trabalho anteriormente significativo  transforma-se num trabalho de merda através da corporativização, da mercantilização ou do gerencialismo.

## Exemplos
Graeber dá estes exemplos de trabalhos que ele considera "completamente inúteis, desnecessários ou perniciosos":
- Um porteiro ou rececionista que tem pouco a fazer na prática, mas que foi contratado como um símbolo de status;[2]
- Relações públicas que promovem organizações já conhecidas e apreciadas;[2]
- Pessoas de atendimento ao cliente, se a principal função é pedir desculpas por problemas que não deveriam acontecer, e o manager usa a equipa de atendimento ao cliente como uma forma de evitar resolver o problema subjacente;[2]
- Pessoas envolvidas em papelada desnecessária, como criar um relatório que ninguém lê ou no qual ninguém confia;[2]
- Gerentes cujos funcionários não necessitam de assistência gerencial, ou que inventam e atribuem trabalho desnecessário.[2]

## Valor percebido
Sondagens realizadas no Reino Unido e nos Países Baixos, em 2015, indicaram que cerca de 40% dos trabalhadores não acreditavam que o seu trabalho contribuísse significativamente para o mundo.